# کچورستاق
کچورستاق روستایی در بخش زواره شهرستان اردستان در استان اصفهان است.

## آب و هوا
آب و هوای این روستا گرم و خشک است.

## جمعیت
روستای کچورستاق در دهستان ریگستان قرار دارد و بر اساس سرشماری عمومی سال ۱۳۹۰ جمعیت آن ۴۹۷ نفر (در ۱۳۸ خانوار) است.